# Том Сталкер
То́мас «Том» Ста́лкер (англ. Tomas «Tom» Stalker; 30 червня 1984) — англійський професійний боксер, що виступав у легкій та першій напівсередній вазі, призер чемпіонатів світу та Європи, чемпіон Європи за версією WBO в легкій вазі.

## Аматорська кар'єра
Том Сталкер почав займатися боксом відносно пізно — у 18 років, та вже в 23 він переміг на чемпіонаті Європейського Союзу 2008 в легкій вазі. На чемпіонаті Європи 2008 він дійшов до 1/4 фіналу, в якому програв Вазгену Сафарянцу (Білорусь) — 4-6.
2009 року на чемпіонаті Європейського Союзу був другим.
2010 року на чемпіонаті Європи завоював срібну медаль.
- В 1/8 переміг титулованого італійця Доменіко Валентіно — 4-1
- В 1/4 переміг Артемса Рамлавса (Латвія) — (+)2-2
- В півфіналі переміг принципового суперника Євгена Бурхарда (Німеччина) — 5-2
- У фіналі програв Альберту Селімову (Росія) — 4-8

Того ж 2010 року на Іграх Співдружності став чемпіоном, здолавши у фіналі Джоша Тейлора (Шотландія) — 10-3.
2011 року Сталкер перейшов до категорії до 64 кг. На чемпіонаті Європи вдруге завоював срібну медаль.
- В 1/16 переміг Бакура Гогочурі (Грузія)
- В 1/8 переміг Олександра Ключко (Україна) — 19-14
- В 1/4 переміг чемпіона Європи 2010 Грачика Джавахяна (Вірменія) — 13-10
- В півфіналі пройшов Вінченцо Манджакапре (Італія)
- У фіналі програв Реймонду Мойлету (Ірландія) — 10-18

На чемпіонаті світу 2011:
- В 1/32 переміг Джоелвіса Ернандеса (Венесуела) — 17-10
- В 1/16 переміг Брайса Басоле (Буркіна-Фасо) — 13-2
- В 1/8 переміг Олександра Солянікова (Росія) — 17-9
- В 1/4 переміг Маноджа Кумара (Індія) — 24-18
- В півфіналі програв Денису Берінчику (Україна) — 18-31, отримав бронзову медаль і кваліфікувався на Олімпійські ігри 2012.

### Виступ на Олімпіаді 2012
Том Сталкер в другому раунді змагань переміг Маноджа Кумара (Індія) — 20-16, але в чвертьфіналі в близькому бою поступився Уранчимегійн Менх-Ердене (Монголія) — 22-23.

## Професіональна кар'єра
23 лютого 2013 року дебютував на професійному рингу. Провів 18 боїв. 25 жовтня 2014 року в бою за вакантний титул чемпіона Європи за версією WBO в першій напівсередній вазі зазнав першої поразки, програвши Джеку Кеттероллу технічним нокаутом у восьмому раунді.
4 червня 2016 року з четвертої спроби виграв вакантний титул чемпіона Європи за версією WBO в легкій вазі. Втратив титул в наступному бою проти Крейга Еванса, з яким до того двічі завершував титульні бої внічию.
30 вересня 2017 року вийшов на бій за титул чемпіона Співдружності в легкій вазі проти Шона Додда. Зазнавши поразки одностайним рішенням суддів, завершив кар'єру.